# 青山英樹 (工学者)
青山 英樹（あおやま ひでき、1957年 - ） は、日本の機械工学者。慶應義塾大学名誉教授。元精密工学会副会長。元型技術協会会長。

## 人物・経歴
函館ラ・サール高等学校を経て、1981年室蘭工業大学工学部機械工学科卒業、苫小牧工業高等専門学校助手。1985年北海道大学工学部精密工学科研究員。1992年北海道大学工学博士。1992年カリフォルニア大学客員研究員。1994年慶應義塾大学専任講師。1996年慶應義塾大学助教授。2004年慶應義塾大学教授。2009年新エネルギー・産業技術総合開発機構NEDO技術委員。2010年自動車技術会生産加工部門委員会部門長。2011年日本機械学会生産システム部門長。2013年型技術協会副会長。2016年型技術協会会長。2018年精密工学会副会長。2023年慶應義塾大学名誉教授。精密工学会高城賞、精密工学会功労賞、日本機械学会生産システム部門功績賞、自動車技術会技術部門貢献賞等受賞。